# Pavilhão de Fiscalização da Construção da Ponte da Arrábida

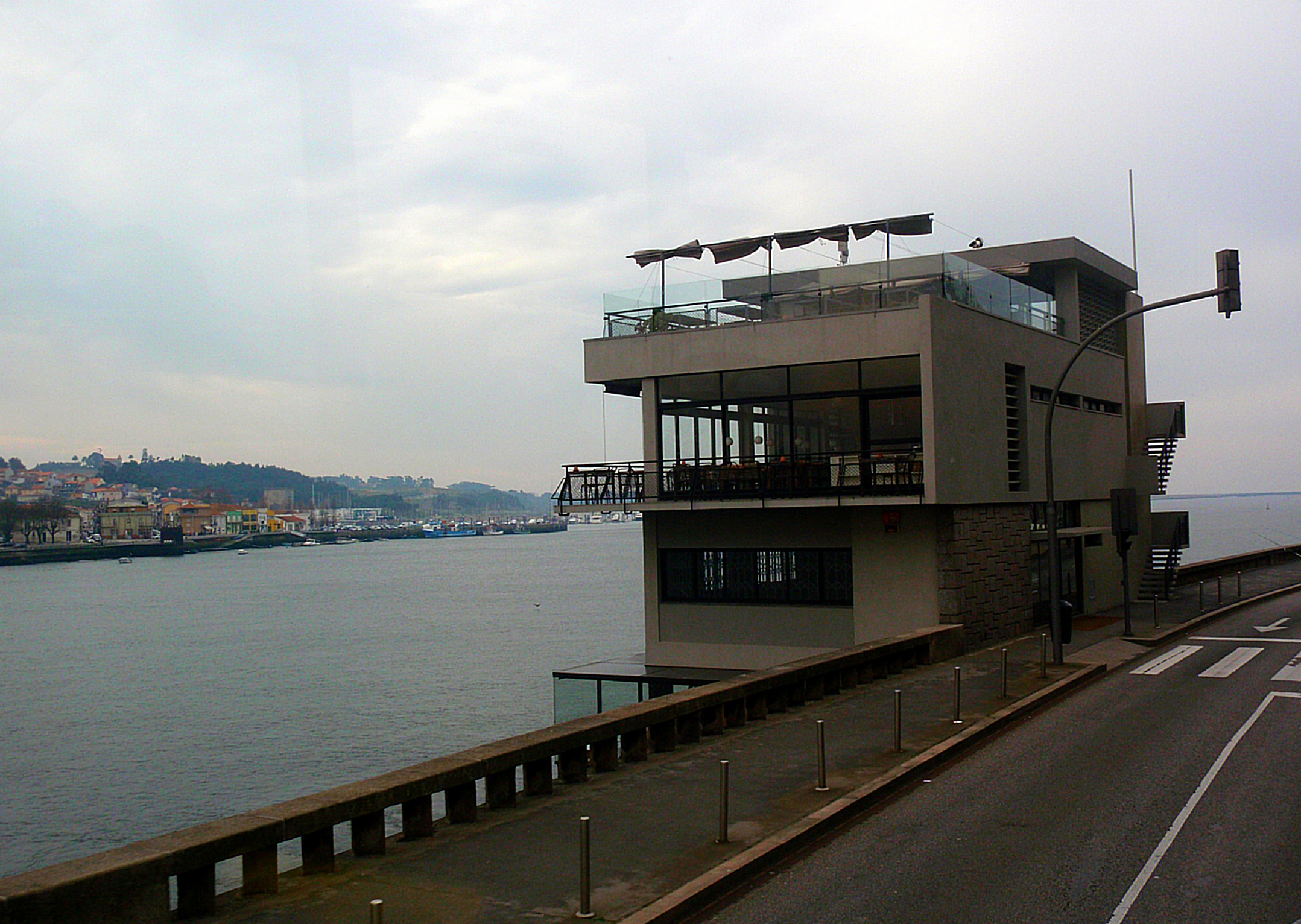

O Pavilhão de Fiscalização da Construção da Ponte da Arrábida é um edifício realizado na cidade do Porto em 1958. E, tal como o nome indica sua função visava instalar os técnicos responsáveis pela construção da Ponte da Arrábida, na foz do Rio Douro. Era a partir desta estrutura que engenheiros e demais técnicos assegurarem o bom andamento da obra, e mais precisamente se esta estava a prosseguir com as cotas estipuladas.
Geralmente a autoria do pavilhão de fiscalização é dada ao Engenheiro Edgar Cardoso, o que não corresponde à realidade. O Pavilhão foi projectado pelo Arquitecto José Galhoz e a Ponte, esta sim, pelo Engenheiro Edgar Cardoso.
Posteriormente, o pavilhão foi alvo de restauros, entre os quais se somou a construção de um piso -1.
Actualmente é um restaurante/miradouro.